# Unwritten
Unwritten es el álbum-debut publicado por la cantante inglesa, Natasha Bedingfield. 

## Descripción
El disco fue publicado el 6 de septiembre de 2004 en el Reino Unido, debutando en el #1; y en Estados Unidos el 2 de agosto de 2005, donde debutó en el #26. Del disco se publicaron cuatro singles, que fueron "Single", "These Words", "Unwritten" y "I Bruise Easily"; y de la versión Norteamericana se publicó un nuevo tema, "The One That I Got Away". Además, en esta versión para Estados Unidos contiene una sorprendente nueva canción con la rapera inglesa Estelle.
El disco fue todo un éxito en el Reino Unido, donde fue certificado con 3xPlatino, y vendiendo más de 1.000.000 de copias en su país natal. En Europa, el disco tuvo muy buena aceptación, consiguiendo incluso algún Número 1 en Francia, Portugal o Suecia. En Asia, el disco fue un exitazo, consiguiendo permanecer durante tres semanas consecutivas en el Número #1 de las Listas de Ventas de China, y dos semanas como #1 en Israel. En otros países de Asia consiguió copar el #1. En cambio, en Australia el disco tuvo ventas muy moderadas, consiguiendo sólo posicionarse en el #33 de las Listas ARIA. En Suramérica, el disco fue otro éxito para la cantante.
Un año más tarde, el disco fue publicado en Estados Unidos y Canadá, siendo un éxito en ventas en ambos países. En Estados Unidos, el disco "Unwritten" se colocó en el #26; y en Canadá en el #17. En total, "Unwritten" vendió casi 10 millones de copias en todo el mundo, siendo un éxito rotundo para la cantante.

## Lista de canciones

### (Original) International edition
1. "These Words" (Natasha Bedingfield, Andrew Frampton, Steve Kipner, Wayne Wilkins) – 3:36
2. "Single" (Bedingfield, Frampton, Kipner, Wilkins) – 3:54
3. "I'm a Bomb" (Bedingfield, Frampton, Kipner, Wilkins) – 3:42
4. "Unwritten" (Bedingfield, Danielle Brisebois, Wayne Rodriguez) – 4:19
5. "I Bruise Easily" (Bedingfield, Frampton, Paul Herman, Wilkins) – 4:14
6. "If You're Gonna..." (Bedingfield, Frampton, Kipner, Wilkins) – 3:21
7. "Silent Movie" (Bedingfield, Guy Chambers) – 3:45
8. "We're All Mad" (Bedingfield, Brisebois, Nick Lashley) – 4:45
9. "Frogs & Princes" (Bedingfield, Frampton, Kipner, Wilkins) – 3:44
10. "Drop Me in the Middle" (featuring Bizarre from D12) (Bedingfield, Brisebois, Rodriguez, Estelle Swaray, Rufus Johnson) – 4:15
11. "Wild Horses" (Bedingfield, Frampton, Wilkins) – 3:58

#### Bonus tracks
12. "Size Matters" (Bedingfield, Frampton, Kipner, Wilkins) – 3:23 (UK only bonus track)

13. "Peace of Me" (Bedingfield, Kara Dioguardi, Pat Leonard) – 3:42 (UK only bonus track)
- "Sojourn" (Hidden track) (Bedingfield, O'Mahony, Keynes, Harwood) – 3:19

Begins following Track 11 on international pressings, and Track 13 on UK pressings.

### American & Japanese edition
1. "These Words (I Love You, I Love You)" (Bedingfield, Frampton, Kipner, Wilkins) – 3:38
2. "Single" (Bedingfield, Frampton, Kipner, Wilkins) – 3:54
3. "Unwritten" (Bedingfield, Brisebois, Rodriguez) – 4:18
4. "Silent Movie" (Bedingfield, Chambers) – 3:45
5. "Stumble" (Shelly Peiken, Greg Wells) – 3:36
6. "Peace of Me" (Bedingfield, Kara Dioguardi, Pat Leonard) – 3:42
7. "If You're Gonna ..." (Bedingfield, Frampton, Kipner, Wilkins) – 3:12
8. "Drop Me in the Middle " (featuring Estelle) (Bedingfield, Brisebois, Rodriguez, Estelle Swaray, Rufus Johnson) – 4:14
9. "We're All Mad" (Bedingfield, Brisebois, Lashley) – 4:46
10. "I Bruise Easily" (Bedingfield, Frampton, Herman, Wilkins) – 4:12
11. "The One That Got Away" (Bedingfield, Frampton, Kipner, Michael Tafaro, Nathan Winkler) – 4:16
12. "Size Matters" (Bedingfield, Frampton, Kipner, Wilkins) – 3:23
13. "Wild Horses" (Bedingfield, Frampton, Wilkins) – 3:55
  - "Sojourn" (hidden track) (Bedingfield, O'Mahony, Keynes, Harwood) – 3:19

### American re-issue
1. "These Words" (Bedingfield, Frampton, Kipner, Wilkins) – 3:36
2. "Single" ('06 Mix) (Bedingfield, Frampton, Kipner, Wilkins) – 3:55
3. "Unwritten" (Bedingfield, Brisebois, Rodriguez) – 4:15
4. "Silent Movie" (Bedingfield, Chambers) – 3:47
5. "I Bruise Easily" (Bedingfield, Frampton, Herman, Wilkins) – 4:13
6. "If You're Gonna ..." (Bedingfield, Frampton, Kipner, Wilkins) – 3:20
7. "Drop Me in the Middle " (featuring Estelle) (Bedingfield, Brisebois, Rodriguez, Estelle Swaray, Rufus Johnson) – 3:43
8. "Peace of Me" (Bedingfield, Kara Dioguardi, Pat Leonard) – 3:42
9. "We're All Mad" (Bedingfield, Brisebois, Lashley) – 4:44
10. "Stumble" (Shelly Peiken, Greg Wells) – 3:36
11. "The One That Got Away" (Wamdue Pop Rocks Mix) (Bedingfield, Frampton, Kipner, Michael Tafaro, Nathan Winkler) – 4:05
12. "Size Matters" (Bedingfield, Frampton, Kipner, Wilkins) – 3:25
13. "Wild Horses" (Bedingfield, Frampton, Wilkins) – 3:58
  - "Sojourn" (hidden track) (Bedingfield, O'Mahony, Keynes, Harwood) – 3:19

- Datos: Q2287889